# Taranuszyne
Taranuszyne (ukr. Таранушине) – wieś na Ukrainie, w obwodzie charkowskim, w rejonie iziumskim. W 2001 liczyła 51 mieszkańców, spośród których 43 posługiwało się językiem ukraińskim, a 8 rosyjskim.